# Кайзер, Пауль
Пауль Кайзер (нем. Paul Kayser; 1845 — 1898) — немецкий юрист и государственный деятель.
Директор департамента колоний в германском министерстве иностранных дел. Его сочинения: «Abhandlungen aus dem Prozess- u. Strafrecht» (Б., 1873); «Strafgerichtsverfassung und Strafverfahren» (Падерб., 1879); «Kommentar zur Aktiengesetznovelle» (2 изд., Б., 1891); «Kommentar zur Gewerbeordnung» (2 изд., Берл., 1888) и др.